# Catedral de Luca

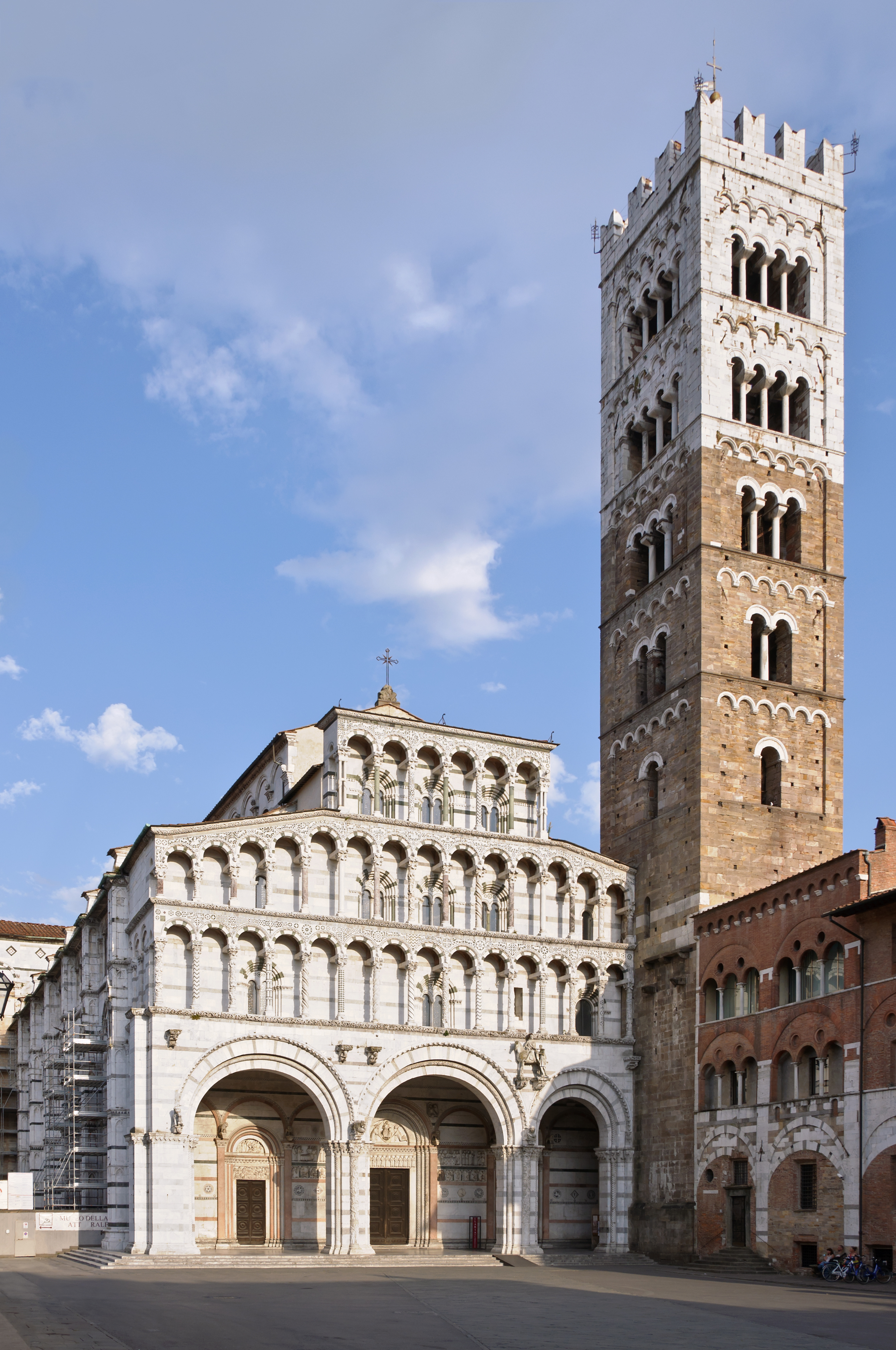
Fachada da Catedral de Luca.

A Catedral de Luca é um edifício religioso da cidade de Luca, na Itália. A sua construção iniciou em 1063, em estilo Românico. No século XIV a nave e o transepto foram reformados em estilo gótico. Em seu interior se guarda o famoso Volto Santo di Lucca, um crucifixo em madeira que a lenda diz ter sido esculpido por Nicodemos e milagrosamente transferido para Luca em 782. Uma capela foi erguida no interior para recebê-lo, obra de Matteo Civitali. Outras obras de interesse no interior são a tumba de Ilaria del Carretto, de Jacopo della Quercia, e pinturas de Fra Bartolomeo, Federico Zuccari, Jacopo Tintoretto e Ghirlandaio.